# Alone Again Or
«Alone Again Or» — песня американской группы Love, выпущенная в качестве сингла с альбома Forever Changes в 1968 году. Песня занимает 436-е место в списке 500 величайших песен всех времён по версии журнала Rolling Stone 2004 года. Написана участником группы Брайаном МакЛином.